# Деневр
Дене́вр (фр. Denèvre) — коммуна во Франции, находится в регионе Франш-Конте. Департамент — Верхняя Сона. Входит в состав кантона Дампьер-сюр-Салон. Округ коммуны — Везуль.
Код INSEE коммуны — 70204.

## География
Коммуна расположена приблизительно в 290 км к юго-востоку от Парижа, в 50 км северо-западнее Безансона, в 39 км к западу от Везуля.
Вдоль северной границы коммуны протекает река Салон.

## Население
Население коммуны на 2010 год составляло 182 человека.
| 1962 | 1968 | 1975 | 1982 | 1990 | 1999 | 2010 |
| ---- | ---- | ---- | ---- | ---- | ---- | ---- |
| 122  | 110  | 102  | 115  | 132  | 115  | 182  |

## Экономика
В 2010 году среди 110 человек трудоспособного возраста (15—64 лет) 75 были экономически активными, 35 — неактивными (показатель активности — 68,2 %, в 1999 году было 76,5 %). Из 75 активных жителей работали 70 человек (39 мужчин и 31 женщина), безработными было 5 (3 мужчин и 2 женщины). Среди 35 неактивных 12 человек были учениками или студентами, 11 — пенсионерами, 12 были неактивными по другим причинам.